# Alkenyér
Alkenyér (Zsibotalkenyér, románul Șibot ['ʃibot], németül Unterbrodsdorf, szászul Britsdref) falu Romániában, Erdélyben, Fehér megyében. Alkenyér község központja.

## Fekvése
Szászsebestől 18 km-re délnyugatra, Szászvárostól 20 km-re északkeletre, a Maros bal partján, a Kudzsir-patak Marosba folyásánál fekszik.

## Nevének eredete
Magyar nevét a Kudzsir-patak régi Kenyér nevéről kapta. Első írott alakjai: Kener (1281), Kunertu (1332, olvasata: Kenyértő = 'a Kenyér torkolata'), Olkunir (1340). Román neve a német Seibod személynévből származik (1733: Sibeth, 1839: Zsibot).

## Története
Mellette zajlott 1479. október 13-án a Kenyérmezei csata.
Szászvárosszéki falu volt. Kezdetben szász lakossága helyére az 1479-es török hadjárat után magyarok költöztek, de plébánosa 1515-ben megélhetési gondokról panaszkodott. Protestáns egyházáról nem maradt ránk említés, a 16. században valószínűleg már román lakosságú volt. 1775-ben 171 adózó családját írták össze. 1839-ben „von freien Walachen bewohnt”, vagyis lakói szabadparasztok voltak. 1861-ben a románt nyilvánította hivatali nyelvéül. 1876-ban Hunyad vármegye Szászvárosi járásához csatolták. Az 1870-es években a Bayiersdorf és Biach cég létesített fűrésztelepet a faluban, amely a századfordulón (a tulajdonos Karl Baiersdorf feleségéről) a „Klára fűrész” nevet viselte, és a második világháború utánig működött.

## A kenyérmezei csata emlékjelei
Báthory István és Kinizsi Pál egyesített serege 1479. október 13-án, Kenyérmezőnél ütközött meg az ott táborozó török sereggel.  A korabeli források szerint a törökök veszteségét 30 ezer, a magyarokét 8 ezer főre becsülték. A kenyérmezei csata helyén, az áldozatok fölé 1480-ban emlékkápolnát építettek. Báthory István erdélyi vajda alapítványt tett a kápolna karbantartására és a kezelésével Szászváros városát bízta meg. Az épület a 17. század végén romladozott és bár többen kezdeményezték megmentését, végül Eperjesi Gergely szászvárosszéki királybíró 1786–1787-ben elbontatta, anyagából hidat és vendéglőt építettek.
1820-ban Nagy Sándor szászvárosi református lelkész állította fel azt az emlékoszlopot, amelyet 1849-ben a császári csapatok ledöntöttek.
Végül 1889-ben, szentmise keretében avatták fel a csata emlékobeliszkjét. A tetején elhelyezett mellvértet, sisakot, kettős keresztet, török zászlót és fegyvereket a kudzsiri vasgyárban kovácsolták. Az eseményen a falu ortodox papja román, a szászvárosi evangélikus lelkész német nyelvű beszédet mondott.

## Népessége
- 1850-ben 1075 lakosából 1043 volt román és 26 cigány nemzetiségű; 988 ortodox és 81 görögkatolikus vallású.
- 1900-ban 1107 lakosából 991 volt román, 59 cigány, 43 magyar és 13 német anyanyelvű; 1012 ortodox, 37 görögkatolikus, 30 római katolikus és 20 református vallású.
- 2002-ben 1317 lakosából 1306 volt román nemzetiségű; 1255 ortodox vallású.

## Látnivalók
- A vasútállomás mellett 1889-ben avatták föl Kinizsi Pál mellszobrát, amelyen a hős lehúzott sisakrostéllyal látható.
- A falu ortodox templomát 1826-ban kezdték építeni.

## Képek

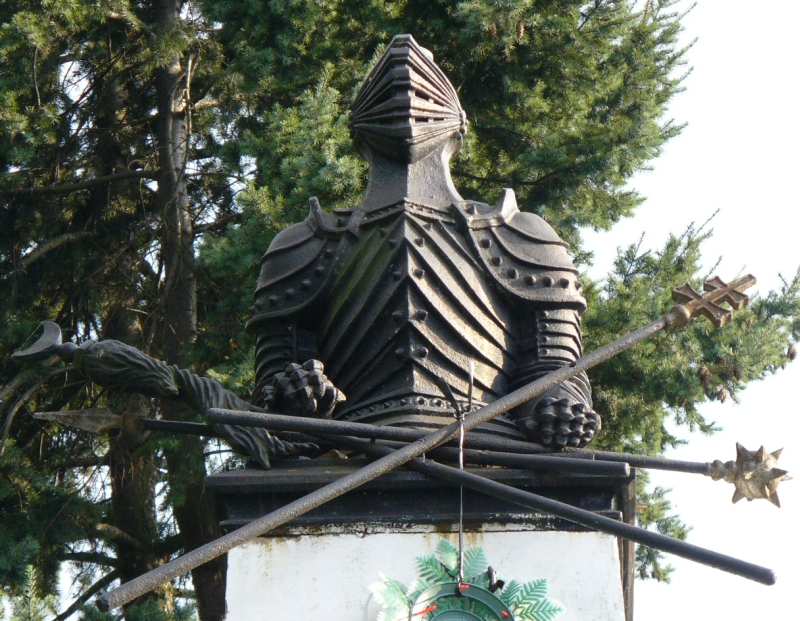
Kinizsi Pál mellszobra
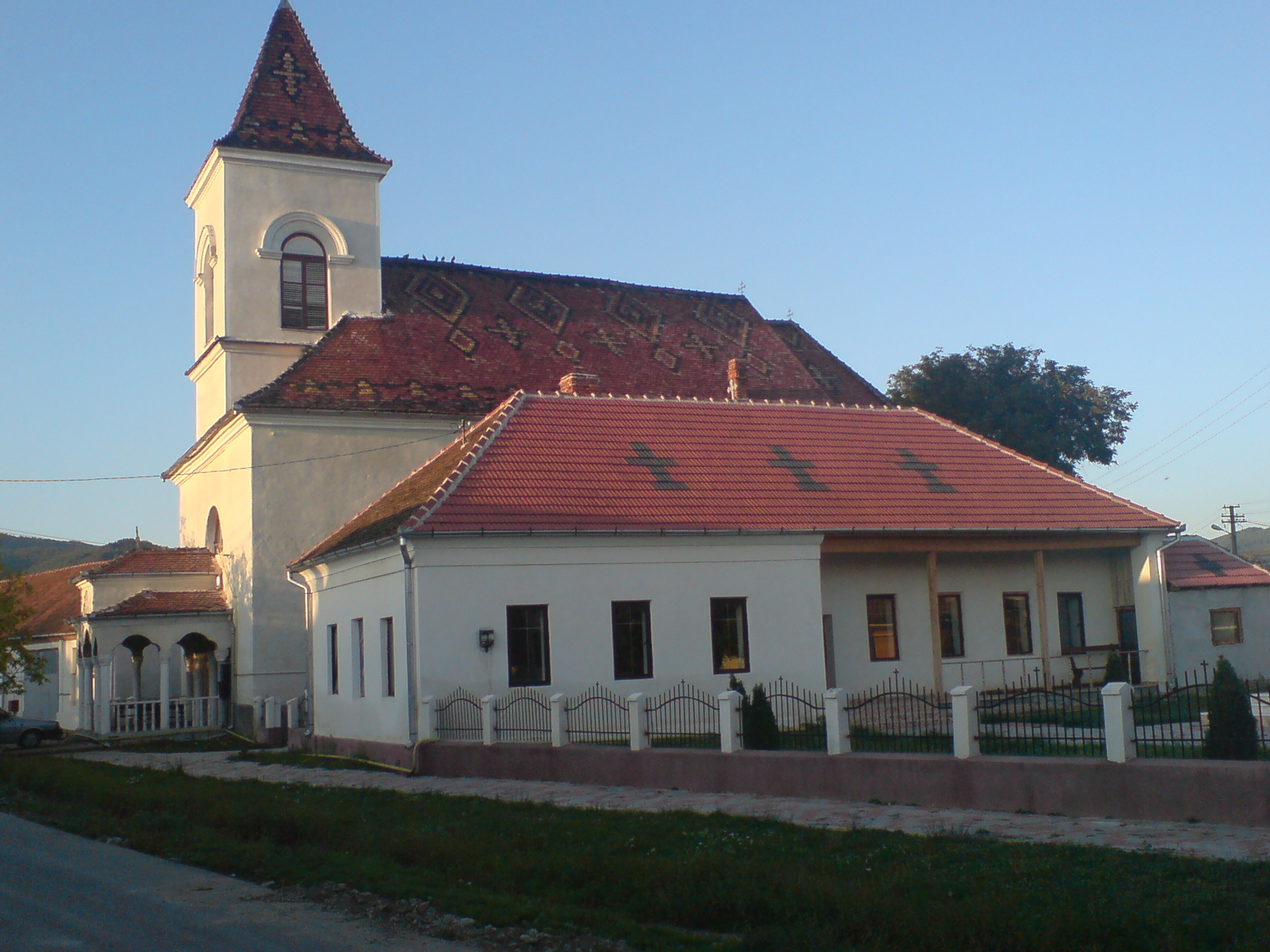
Ortodox templom
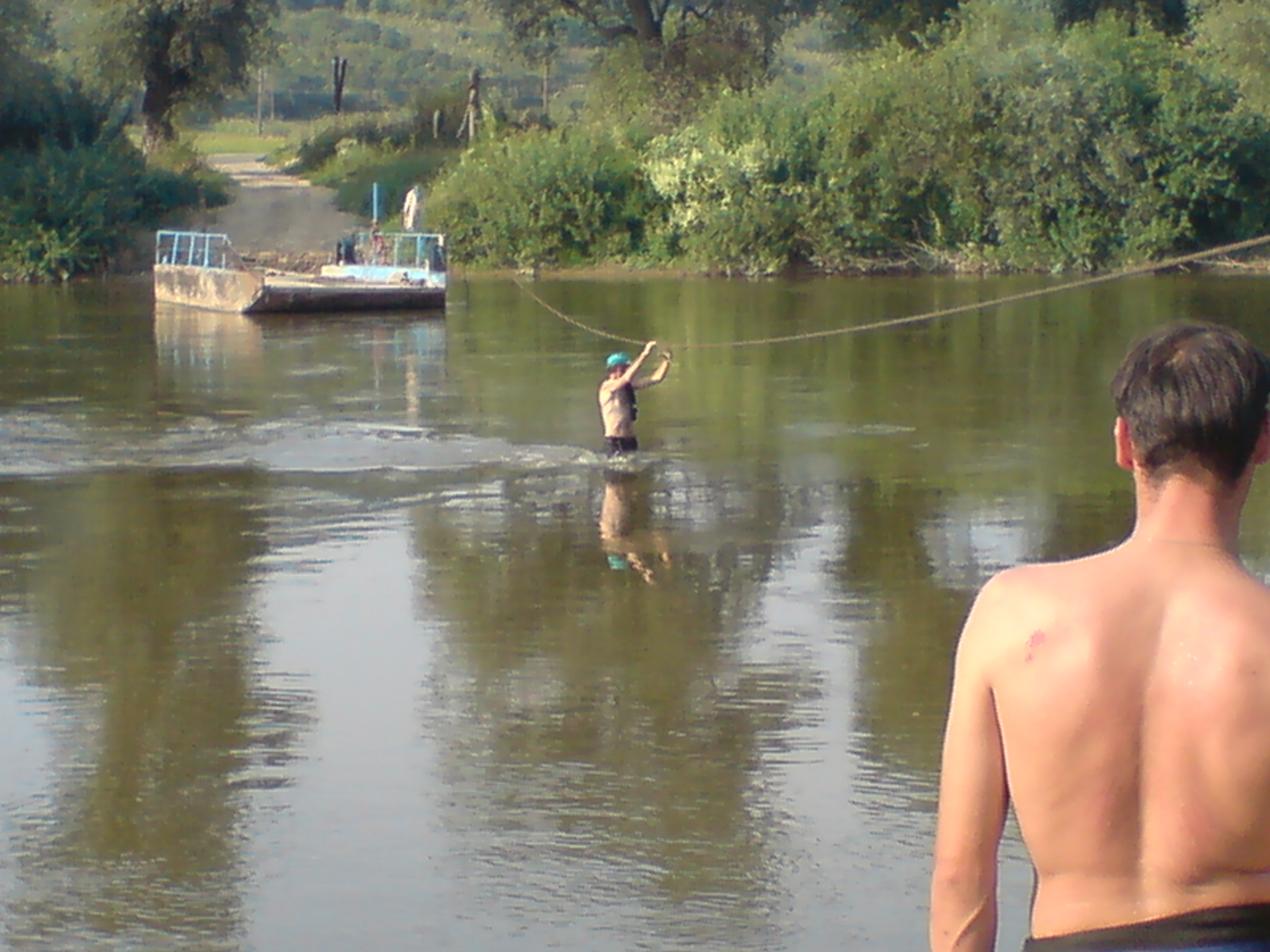
A Maros Alkenyérnél
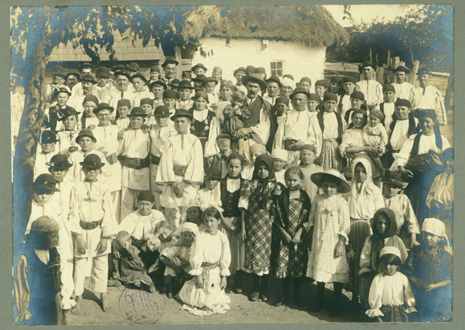
Alkenyéri viseletek a 20. század elején (Adler Lipót felvételei)
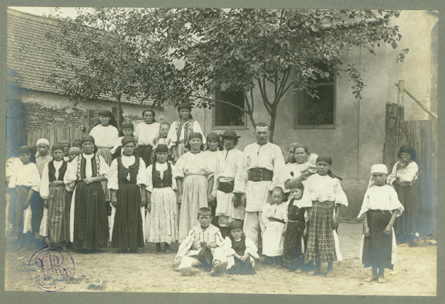
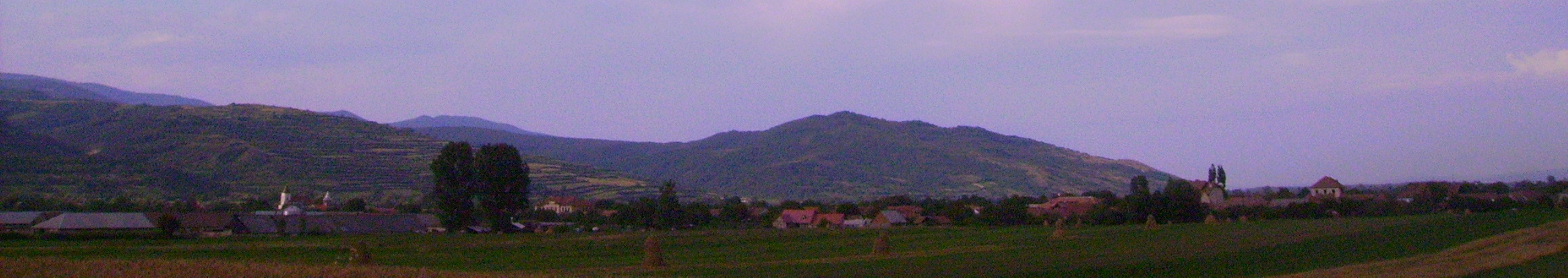
Alkenyér látképe

## Híres emberek
- Itt született 1902-ben Dózsa Farkas András szobrászművész, ipari formatervező.
- Itt született 1911-ben Emil Turdeanu román származású francia irodalomtörténész.
- Itt született 1925-ben Iosif Sârbu sportlövő, Románia első olimpiai bajnoka.